# Wybory parlamentarne na Cyprze w 2006 roku
Wybory parlamentarne na Cyprze w 2011 roku odbyły się 21 maja 2006. Zwyciężyła w nich Postępowa Partia Ludzi Pracy (AKEL) uzyskując 31,13% głosów. Druga była Koalicja Demokratyczna (DISY), która zdobyła 30,34% głosów. Do Izby Reprezentantów weszło łącznie sześć ugrupowań. Frekwencja w wyborach wyniosła 94,43%.
Próg wyborczy wynosił 1,8% głosów. Po raz pierwszy od 1963 roku w wyborach wzięli udział Turcy zamieszkujący grecką część wyspy. W wyborach wzięło udział 487 kandydatów z 9 partii politycznych i 8 kandydatów z grup religijnych. Liczba zarejestrowanych wyborców wyniosła 445 989 osób.

## Wyniki
| Nazwa partii                          | Głosy   | Procent | Mandaty | +/- |
| ------------------------------------- | ------- | ------- | ------- | --- |
| Postępowa Partia Ludzi Pracy (AKEL)   | 131 066 | 31,13%  | 18      | -1  |
| Koalicja Demokratyczna (DISY)         | 127 776 | 30,34%  | 18      | -1  |
| Partia Demokratyczna (DIKO)           | 75 458  | 17,92%  | 11      | +2  |
| Ruch na rzecz Socjaldemokracji (EDEK) | 37 533  | 8,91%   | 5       | +1  |
| Partia Europejska (EvroKo)            | 24 196  | 5,75%   | 3       | ±0  |
| Partia Zielonych (KOP)                | 8193    | 1,95%   | 1       | ±0  |
| Zjednoczeni Demokraci (ED)            | 6567    | 1,56%   | 0       | -1  |
| Pozostałe partie                      | 10 298  | 2,45%   | 0       | –   |
| Suma                                  | 421 087 | 100%    | 56      | ±0  |